# Pióronóg zwykły
Pióronóg zwykły (Platycnemis pennipes) – gatunek owada z rzędu ważek (Odonata), należący do rodziny pióronogowatych (Platycnemididae).

## Występowanie
Występuje w Europie i Azji – od Atlantyku po Bliski Wschód, Kazachstan, Kirgistan i Jenisej w Rosji. W Polsce pospolity, spotykany w całym kraju oprócz obszarów górskich. 
Pióronogi występują nad brzegami wód wolno płynących i jeziorami. W Polsce zimują larwy, osobniki dojrzałe pojawiają się od połowy maja do połowy września.

## Morfologia
Ciało o długości około 35 mm, rozpiętość skrzydeł do 48 mm.